# Muletiers du Velay

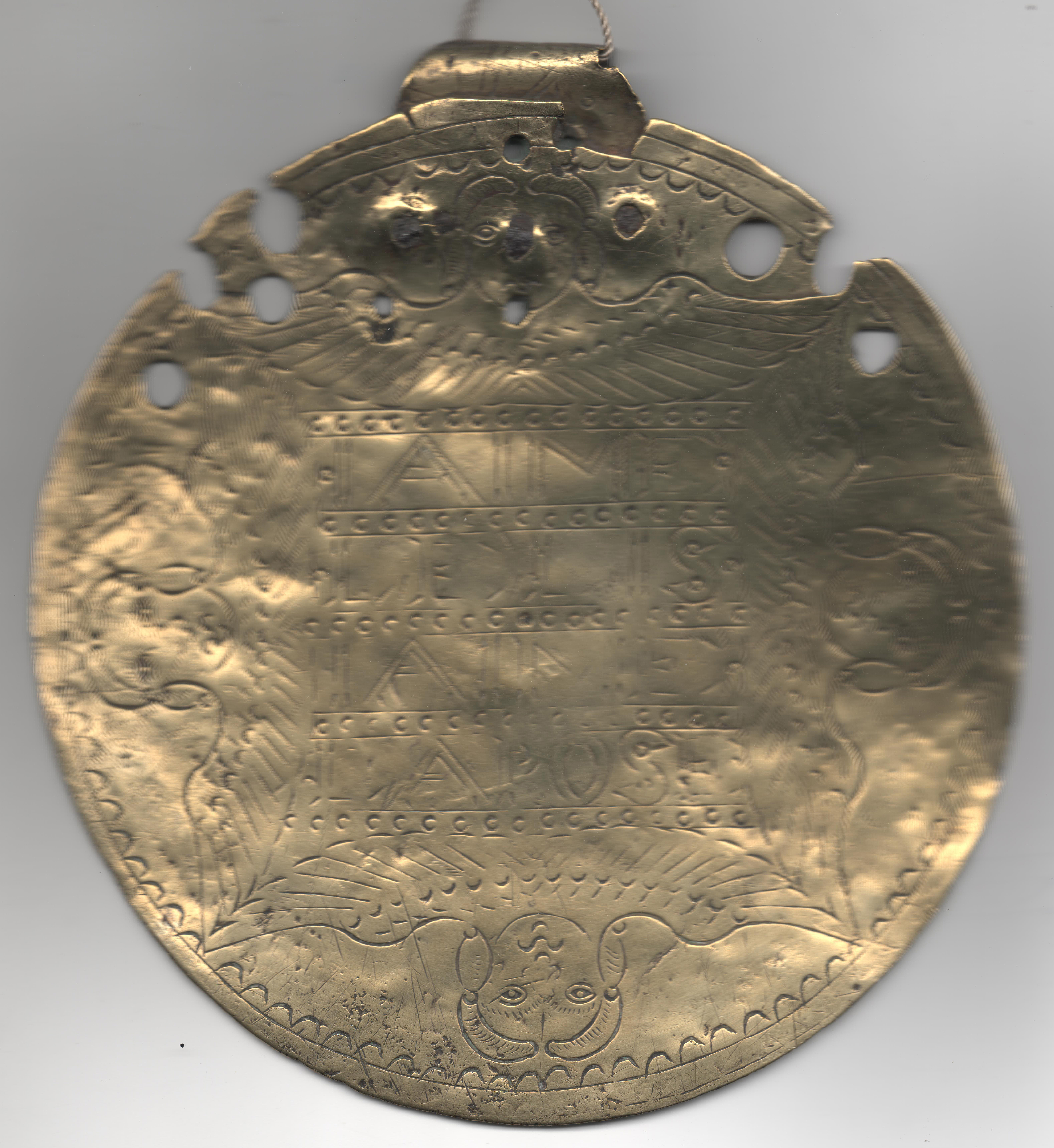
Plaque muletière du Velay, en cuivre.

Les routes muletières les plus connues en Velay sont celles par lesquelles montait le vin du Bas-Vivarais et descendaient les céréales et les lentilles des hauts plateaux vellaves. Une couble comptait 6 à 9 mulets.

## Histoire
Ils sont connus au Moyen-Age au Puy-en-Velay sous le nom de Cotaulx. L’importance du commerce des muletiers du Puy est connue dès le XVIe siècle, voir avant. Le registre du droit d’entrée des marchandises à Lyon montre que le transport à dos de mulet est prépondérant. Les muletiers en provenance du Puy sont originaires du Monastier, Montpezat (en Vivarais), Arlempdes, etc., et du Puy-en-Velay. Philippe Barbasto, muletier des Estables au XVIe siècle, transporte à Lyon des couteaux, du cuir, des plumes et de la soie, etc., dans un convoi de 5 bêtes. Il énumère dans son testament les dettes dues aux hôtes, bastiers, maréchaux-ferrants au long de la route de Bagnols au Puy. A l’époque un couple de mulets coûte 500 livres, le prix d’un bel immeuble en ville,. Une confrérie des muletiers, sous le patronage de saint Etienne est fondée à Pradelles en Haute-Loire (en Vivarais sous l’Ancien Régime) en 1635 avec des statuts révisés en 1663. Un mulet peut transporter jusqu’à une charge de vins soit 159 litres. Au XVIIIe siècle, le vin du rivage (i.e. du bord du Rhône) est essentiellement acheminé par des muletiers vellaves alors que celui du Vivarais est transporté par ceux de cette province.
Nicolas de Lamoignon de Basville, intendant du Languedoc, écrit en 1698, au sujet du Puy « On y voit des mulets aux foires et on y porte des cuirs de toutes parts » ; il indique que « Le seul endroit dans cette province où il manquait de chemins était le pays des Cévennes et du Vivarais pays autrefois impraticables et nourrissant des peuples enclins à se révolter » ; malgré les progrès de construction des « grandes routes » qu’il évoque ensuite, le transport muletier est indispensable. Le passage des muletiers au Puy, carrefour entre les routes des Cévennes, du Vivarais et d’Auvergne explique que la ville compte, en 1695, 25 maréchaux, 17 bastiers, 7 bridiers et 15 fondeurs fabricants les grelots.
Au-delà du commerce et des transports traditionnels, les mulets ont un rôle important en période de crises. En 1719, le Languedoc doit en fournir 1 300 pour l’armée, le moyen de transport des charges. Mais on forme également des convois, conduits par des civils, depuis des lieux éloignés des zones de combat, compléments indispensables pour apporter le ravitaillement. En 1693, le Velay fournit 200 mulets, dont un convoi d’une centaine avec environ 35 muletiers pour les conduire dont le lieu d’origine en Velay est mentionné. Ils apportent, en Piémont, de l’avoine à l’armée partie au secours de Pignerol (Bataille de La Marsaille). Ce n’est pas sans risque puisqu’il en meurt plus de la moitié.
Dans un domaine pacifique, la lutte contre la famine, en Velay, au cours de l’année 1694 implique l’organisation de multiples convois pour aller chercher 140 tonnes de céréales indispensables, à Andance, au bord du Rhône, où elles sont débarquées.
Les armées de montagne utilisaient toujours des mulets au XXe siècle, preuve de leur efficacité.

## Harnachements

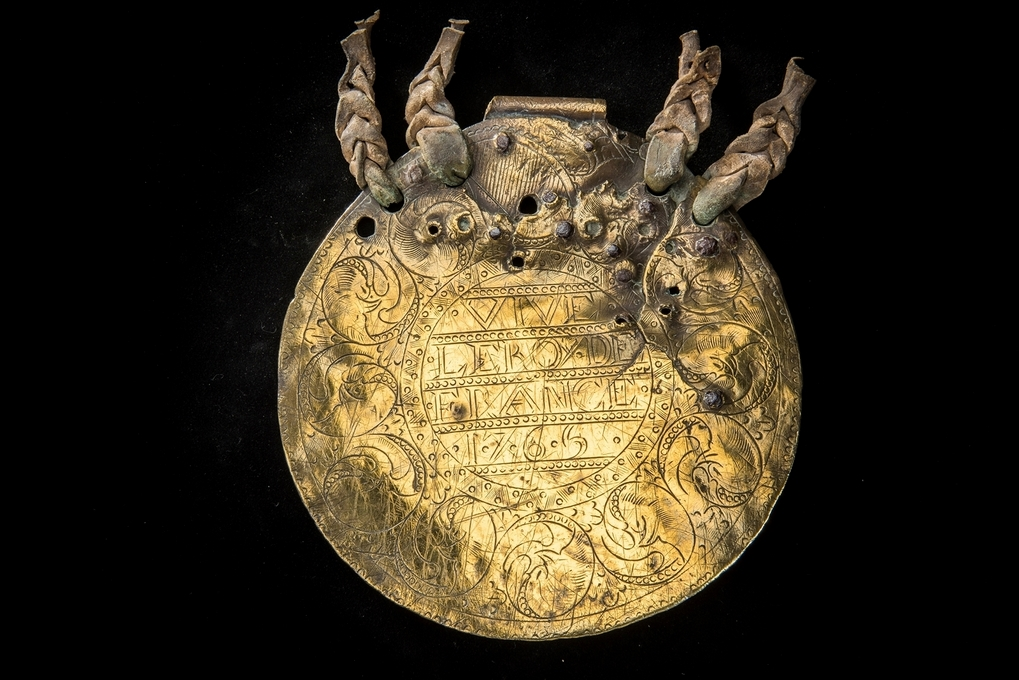
Plaque muletière "Vive le Roy de France", 1765,
conservé au musée Crozatier.

De ce type de transport ancien demeure au musée Crozatier des parties du harnachement, les plus spectaculaires étant les lunes ou plaques muletières. Certaines portent des armoiries de grandes familles : les historiens se demandent si les armoiries portées sur les harnachements le sont à titre purement décoratif ou si les grands seigneurs avaient leurs coubles. Car les mulets de Monseigneur Armand de Béthune figurent dans les comptes de 1694. À cette époque, les gardes des douanes de Saint-Étienne tuent le muletier de l’évêque du Puy.
Les œillères et de têtières en argent, en cuivre ou en étain conservées au Musée Crozatier au Puy-en-Velay sont ornées d'incrustations variées, de pièces repoussées ou ciselées, et de légendes aussi bizarres que naïves relève Marius Vachon : « Vive la Constitution — Vive la liberté ! — Vive le roi ! — J’aime Joséphine. — Ma mie est la plus belle fille du canton - A bas les aristos ! ».

## Dans la littérature
- Jan de la Lune, héros du roman de Firmin Boissin, se fit muletier après son amnistie par Napoléon et Waterloo, il transporta le vin entre la Lozère, le Velay, le Bas-Vivarais[17]
- Voyage avec un âne dans les Cévennes, le récit de voyage de Robert Louis Stevenson réalisé en 1878, du Monastier-sur-Gazeille à Saint-Jean-du-Gard en traversant toute la Lozère sur les anciennes routes muletières en compagnie d'une ânesse prénommée Modestine, itinéraire repris par le GR 70, appelé le chemin de Stevenson.